# オールバニ郡 (ニューヨーク州)
オールバニ郡（英: Albany County、[ˈɔːlbəniː] AWL-bə-nee）は、アメリカ合衆国ニューヨーク州にある郡。人口は31万4848人（2020年）。郡庁所在地は州都でもあるオールバニ市（人口9万7856人）であり、同郡で人口最大の都市である。郡名はヨークおよびオールバニ公から採られており、後のジェームズ2世（スコットランドではジェームズ7世）のことである。1683年の設立当初は広大な無制限に近い領域があったが、1883年3月3日には530平方マイル (1,400 km2) まで小さくなっていた。
オールバニ郡はオールバニ・スケネクタディ・トロイ都市圏に属している。

## 歴史

### 植民地時代
オールバニ郡は、ニューヨーク植民地時代の1683年11月1日、植民地総督のトマス・ダンガンによって設立され、後の1691年10月1日に確認された。郡を創設した法はその領域を曖昧に規定しており、「オールバニの町、レンセリアウィック植民地、スカネクテダなど全ての村、地区、キリスト教徒植民地を含み、ハドソン川東岸のローレフのクリークから、および西岸のソーヤーのクリーク（ソーガティーズ）からサラグトーガまでを含む」とされていた。1691年に行われた確認でも同様だったが、オールバニの町を省き、「レンセリアウィック植民地」の代わりに「レンセリアウィックの荘園」を入れ、「サラグトーガまで」の代わりに「サラグトーガの外れまで」としていた。
1717年にダッチェス郡からリビングストン荘園がオールバニ郡に付設された。オールバニ郡の領域は様々な州法で土地を追加したり、あるいは新郡の設立で領域を減じたりしてより具体的に規定されていった。1772年、トライアン郡とシャーロット郡の設立によって、オールバニ郡の領域が確定し、現在のオールバニ郡、コロンビア郡、レンセリア郡、サラトガ郡、スケネクタディ郡の全体、またグリーン郡とワシントン郡の大部分、さらに領有紛争のあった現在のバーモント州南西隅を含むものになった。
ニューアムステルダム総督のピーター・ストイフェサントにより、この大きな郡でオールバニ市がベバーウィック村（オランダ語のドープ）として初の自治体となった。ストイフェサントはオールバニに最初の庁舎も設立した。1686年、ダンガン総督のダンガン憲章によりオールバニは市に指定された。1684年にはスケネクタディいくらかの自治権を与えられ、1765年にはボロになった。レンセリアズウィック荘園は1772年に郡内の地区として創設され、その後の1779年にはハドソン川の両岸に2つの地区に分けられた。その西地区には現在のオールバニ郡が含まれたが、当時のオールバニ市域は例外だった。レンセリアウィック荘園は現在のオールバニ郡域で唯一の地区だったが、当時のオールバニ郡では唯一ではなかった。1761年にはピッツタウン、1764年にはデュアンズバーグがタウンシップとして設立されていた。しかし、1772年に地区が作られたとき、これらタウンシップは新しい地区となり、ピッツタウンはスカティコーク地区に、デュアンズバーグはデュアンズバーグとスカハリーの統合地区になった。スケネクタディも1772年にボロから地区になった。1772年に設立されたその他の地区として、フーシック、コックスサッキー、ケンブリッジ、サラトガ、ハーフムーン、キンダーフック、キングス、クレイブラック、キャッツキル、リビングストン荘園があった。
1697年の国勢調査でオールバニ郡には1,452人が居住し、その2年後、ウィリアム王戦争が始まったときは2,016人になっていた。この戦争が終わったときは、1,482人に減少していたが、1703年には2,273人にまで回復していた。1723年には6,501人、1731年には8,573人となり、同年のニューヨーク市人口よりは僅かに少ない程度だった。1737年、オールバニ郡人口はニューヨーク郡人口を17人だけ上回った。1774年、郡人口は42,706人となり、ニューヨーク植民地では最大だった。1790年に行われたアメリカ合衆国最初の国勢調査では75,921人となり、この時も州内最大だった。

### 町の形成
1788年3月7日、ニューヨーク州議会はニューヨーク法を成立させ、地方管理単位として地区の代わりに町で州全体を分割した。

### 領域変更の経緯

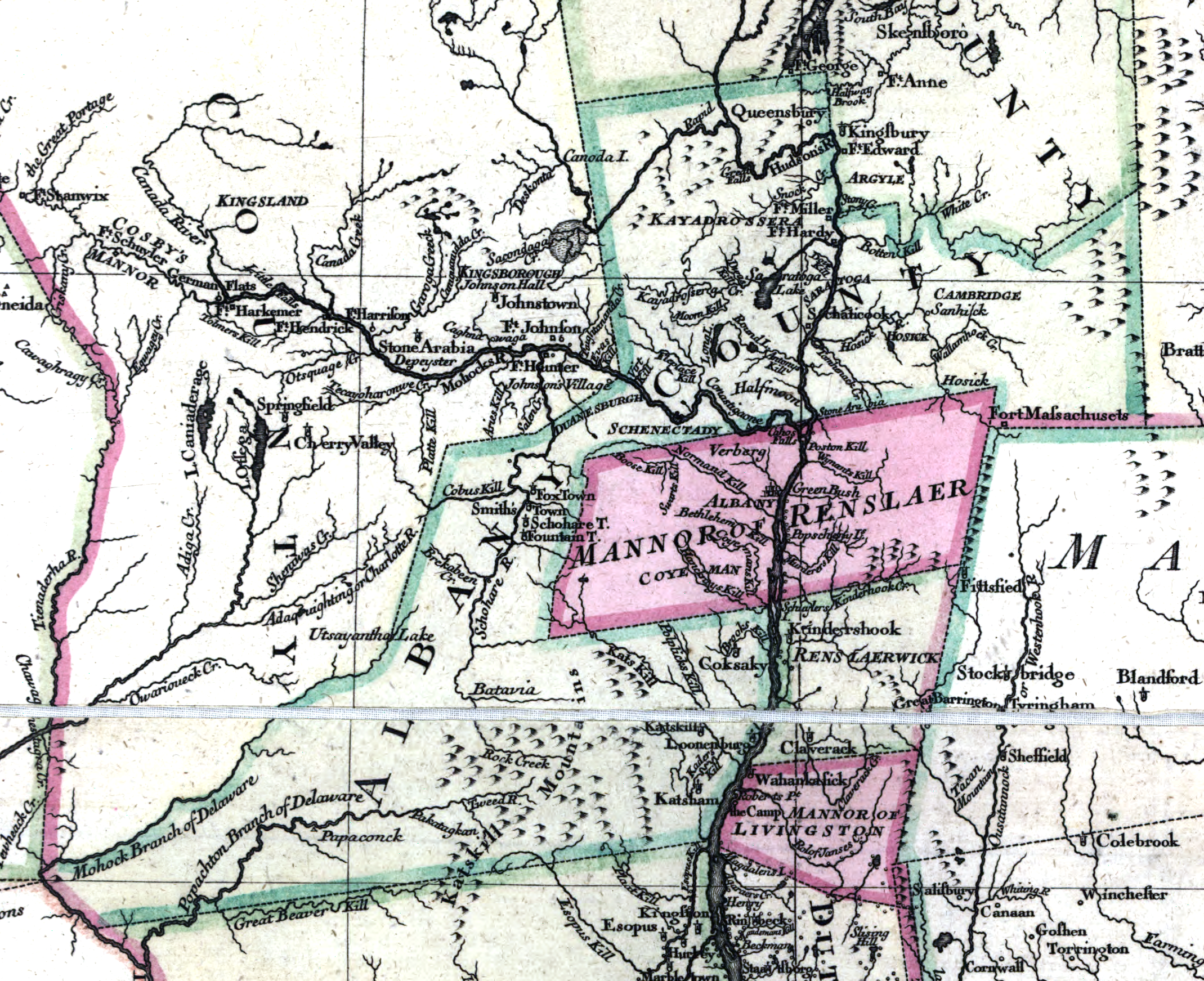
1777年のオールバニ郡

オールバニ郡は1683年11月1日に、ニューヨーク植民地に最初に作られた12郡の1つだった。当時の領域は現在のバーモント州ベニントン郡、ニューヨーク州のダッチェス郡とアルスター郡より北の全域が含まれ、理論的には西の太平洋まで広がっていた。
1717年5月27日、ダッチェス郡やその他郡になっていない領域から無限大の領域を受け取った。
1763年10月7日、イギリス王ジョージ3世が1763年宣言の一部としてケベック植民地を設立した。これによりニューヨーク植民地の北限は北緯45度線に平行な、大西洋のセントローレンス川河口から川を遡り西に向かい、セントローレンス川を境とすることとなった。これは事実上オールバニ郡の北限だったが、地図に載ることはなかった。
1764年7月20日、ジョージ3世はニューヨーク植民地とニューハンプシャー植民地の境界を、コネチカット川の西岸、マサチューセッツ湾植民地より北、北緯45度線より南に規定した。オールバニ郡は現在のバーモント州全体を含めることになった。その後度々境界論争が起こったが、この時の東境界がニューハンプシャー州とバーモント州の州境となり、現在まで続いている。ニューヨーク植民地はニューハンプシャー認定による土地権利（それ以前にニューハンプシャーによって町が作られていた）の認定を拒み、反対意見で組織された開拓者達を失望させた。これが1777年に独立のバーモント共和国を創設することに繋がっていった。
1766年、カンバーランド郡が分離設立された。これにはそれまでの北と東の境界まで全てを含み、現在のバーモント州ウィンザー郡の全体、ベニントン郡とラトランド郡の一部が入っていた。
1767年6月26日、カンバーランド郡の全てがオールバニ郡に復帰した。
1768年3月19日、カンバーランド郡が再度分離設立された。
1770年3月16日、グロスター郡が分離設立し、現在のバーモント州オレンジ郡、カレドニア郡、エセックス郡の全体とワシントン郡の大半、オーリンズ郡、ラモイル郡、アディソン郡、チッテンデン郡の一部が含まれた。
1772年3月12日、オールバニ郡が3分割され、オールバニ郡、トライアン郡（現在のモンゴメリー郡）、シャーロット郡（現在のワシントン郡）の3郡になった。このことでオールバニ郡の領域は5,470平方マイル (14,200 km2) となった。
1772年3月24日、カンバーランド郡に50平方マイル (130 km2) の領域が渡された。
1774年3月9日、アルスター郡に1,090平方マイル (2,800 km2) の領域が渡された。
1775年4月1日、シャーロット郡に60平方マイル (160 km2) の領域が渡され、シャーロット郡からカンバーランド郡にこれと同等の領域が渡された。
1777年1月15日、バーモント共和国の独立に伴い、オールバニ郡から300平方マイル (780 km2) が渡された。
1781年6月26日、バーモント共和国がオールバニ郡の一部を併合しようとした。これはバーモントの言う「ウェスト・ユニオン」結成のためにニューヨーク州のワシントン郡とレンセリア郡を含めようとしたものだった。この時点で連合規約の下に運営されていた新生アメリカ合衆国はこの併合に干渉して非難したので、1782年2月23日にバーモント共和国は併合を中止した。
1786年4月4日、オールバニ郡から広さ650平方マイル (1,700 km2) を分離し、コロンビア郡が設立された。
1788年3月7日、ニューヨーク州はバーモント共和国の独立認証を拒み、カンバーランド郡とオールバニ郡を分けた境界線の調整を試みたが不調に終わった。
1791年2月7日、郡内からレンセリア郡とサラトガ郡が分離設立された。レンセリア郡は660平方マイル (1,700 km2) 、サラトガ郡は850平方マイル (2,200 km2) の領域となった。同時にケンブリッジの町がワシントン郡に移管され、合計1,680平方マイル (4,400 km2) が減った。
1795年6月1日、郡内から460平方マイル (1,200 km2) を削って、スカハリー郡が設立された。
1798年4月5日、90平方マイル (230 km2) の領域がアルスター郡に譲渡された。
1800年3月25日、郡内から360平方マイル (930 km2) を削って、グリーン郡が設立された。
1801年4月3日、州内全郡の再定義が行われ、オールバニ郡の領域は10平方マイル (26 km2) 増えた。
1808年3月3日、ヘイバー島をサラトガ郡に移管したが、領域の減少にはならなかった。
1809年、郡内から230平方マイル (600 km2) を削って、スケネクタディ郡が設立された。この結果、オールバニ郡は現在の領域になった。

## 地理

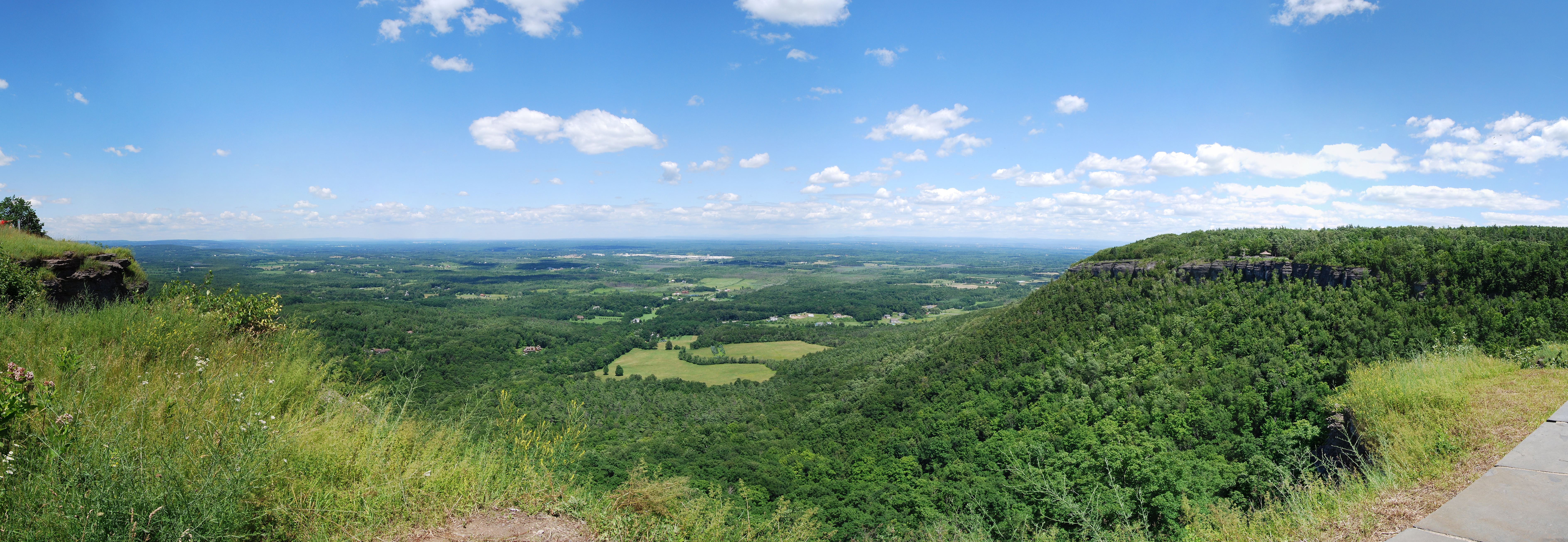
サッチャー公園から望むベスレヘムとニュースコットランド各町とオールバニ市

オールバニ郡はニューヨーク州中央部東にあり、モホーク川とハドソン川が合流する地点から南と西に広がっている。東部境界はハドソン川であり、北部境界がモホーク川である。
アメリカ合衆国国勢調査局に拠れば、郡域全面積は533平方マイル (1,380 km2)であり、このうち陸地523平方マイル (1,350 km2)、水域は10平方マイル (26 km2)で水域率は1.83%である。
地形はハドソン川やモホーク川近くの平坦な地域から、南西部の高い丘陵性の地域まで変化する。南西部ではヘルダーバーグ断崖がキャッツキル山地の始まりになっている。郡内最高地点はヘンリー・ヒル近くの峰峰であり、標高は2,160フィート (658 m) である。最低地点はハドソン川沿いの海面である。

### 隣接する郡
- サラトガ郡 - 北
- レンセリア郡 - 東
- コロンビア郡 - 南東
- グリーン郡 - 南
- スカハリー郡 - 西
- スケネクタディ郡 - 北西

## 気候
オールバニ市のある州都地区は、湿潤大陸性気候にあり、寒く雪の多い冬と、暑く湿気た夏がある。オールバニ市では年間36.2インチ (920 mm) の降水があり、少なくとも0.01インチ (0.25 mm) 以上の降雨日が135日ある。降雪量は多く、年間約63インチ (160 cm) になるが、オンタリオ湖からは遠いために北部や西部で起こる湖水効果による雪ほどは積もらない。ただし、大西洋岸に近いのでノーイースターの雪が多く、年間降雪量もこれからのものが大半である。またアルバータ・クリッパーズ（低気圧）の影響も受けることも多い。冬は寒く、温度変化がある。夜には0°F (-18 ℃) 以下になることも多い。夏は極度の熱波と湿度に見舞われることがあり、気温は90°F (32 ℃) 以上、露点は70ちかくになる。激しい雷雨も多いが、竜巻は希である。年間では晴天69日、薄曇り111日、曇り185日となっている。年平均で1日の日照時間は4時間未満、冬季は2.5時間を超える程度である。昼間の日照時間率は53%、7月が最高で64%、11月が最低で37%となっている。

## 交通
オールバニ郡では、エリー運河に至る有料道路や板張り道の時代から、州内初の旅客鉄道、国内最古の市民空港まで、輸送技術の先端を走ってきた。今日でも州間高速道路、アムトラック、オールバニ国際空港があることで、アメリカ合衆国北東部の主要交差点の役割を果たし続けている。
州都地区交通委員会は、オールバニ・スケネクタディ・トロイ大都市圏の都市圏企画機構である。国内の人口5万人以上の大都市圏は全て、連邦交通予算割り当てを得るために都市圏企画機構を組織する必要がある。アメリカ合衆国運輸省は大都市圏の当座と長期の支出に関してどのような計画が重要であるかを都市圏企画機構に判断させている。交通計画が都市圏企画機構のリストに載っていなければ、アメリカ合衆国運輸省は連邦予算支出を承認しない。

### 主要高規格道路
オールバニ郡はアメリカ合衆国北東部の主要交差点に位置している。州間高速道路体系やアメリカ国道体系ができる以前であっても、地域を繋ぐ多くの有料道路や板張り道路の中心にあった。現在では郡内で州間高速道路87号線と州間高速道路90号線が交差している。トマス・E・デューイ・ニューヨーク州スルーウェイは、オールバニ市内に第24出口がある有料道路であり、州間高速道路87号線によって州南部とを繋いでいる。第24出口から西は州間高速道路90号線によって、スケネクタディ市、ユーティカ市、シラキュース市、ロチェスター市、バッファロー市とを繋いでいる。第24出口から北は、州間高速道路87号線によってアディロンダック・ノースウェイとなり、サラトガ郡の郊外部を繋ぎ、さらにモントリオール市まで伸びている。第24出口から東は州間高速道路90号線によって、オールバニ市の北市境を抜け、パトルーン島橋でレンセリア郡に入り、東部郊外部とを繋いでいる。州間高速道路787号線が州間高速道路87号線とオールバニ市中心街、メナンズ、ウォーターブリート、コホーズを繋いでいる。アメリカ国道9号線はダン記念橋で郡内に入り、オールバニ市北を通り、コロニーやサラトガ郡郊外部を繋いでいる。アメリカ国道20号線もダン記念橋で郡内に入り、オールバニ市内を西に通り、ギルダーランドに向かう。ニューヨーク州道5号線と同7号線も重要な幹線道であり、郡を横切り、ショッピング道として機能している。

### 公共交通機関
オールバニ郡とレンセリア郡、スケネクタディ郡、サラトガ郡の4郡には州都地区交通公社がバス便のネットワークを走らせている。グレイハウンド、トレイルウェイズ、ピーターパン・バスラインズ/ボナンザもオールバニ市中心街のバスターミナルから利用できる。セントラル・アベニューからマンハッタンのチャイナタウンに向かうチャイナタウン・バスもある。

### 空港
郡内ではオールバニ国際空港が唯一の商業空港である。カナダのトロント、オハイオ州クリーブランド、ジョージア州アトランタ、ネバダ州ラスベガス、イリノイ州シカゴ、ノースカロライナ州シャーロット、フロリダ州オーランドなどに直行便が発着している。

### 鉄道
1968年にオールバニ市のユニオン駅が廃止され、ハドソン川対岸のレンセリア市に新駅ができて以来、郡内には鉄道駅が無い。アムトラックがオールバニ・レンセラー駅に停車する幾つかの路線を運行している。アディロンダック号は北のモントリオール市から南のニューヨーク市まで、エンパイア・サービス号は西のバッファローやナイアガラフォールズから南のニューヨーク市まで、イーサン・アレン急行は北東のバーモント州ラトランドから南のニューヨーク市まで、メープルリーフ号は西のトロントから南のニューヨーク市まで、レイクショア・リミテッドはオールバニ・レンセリア駅でボストンとニューヨーク市から来た列車を連結して西のシカゴまで運行されている。

## 都市景観

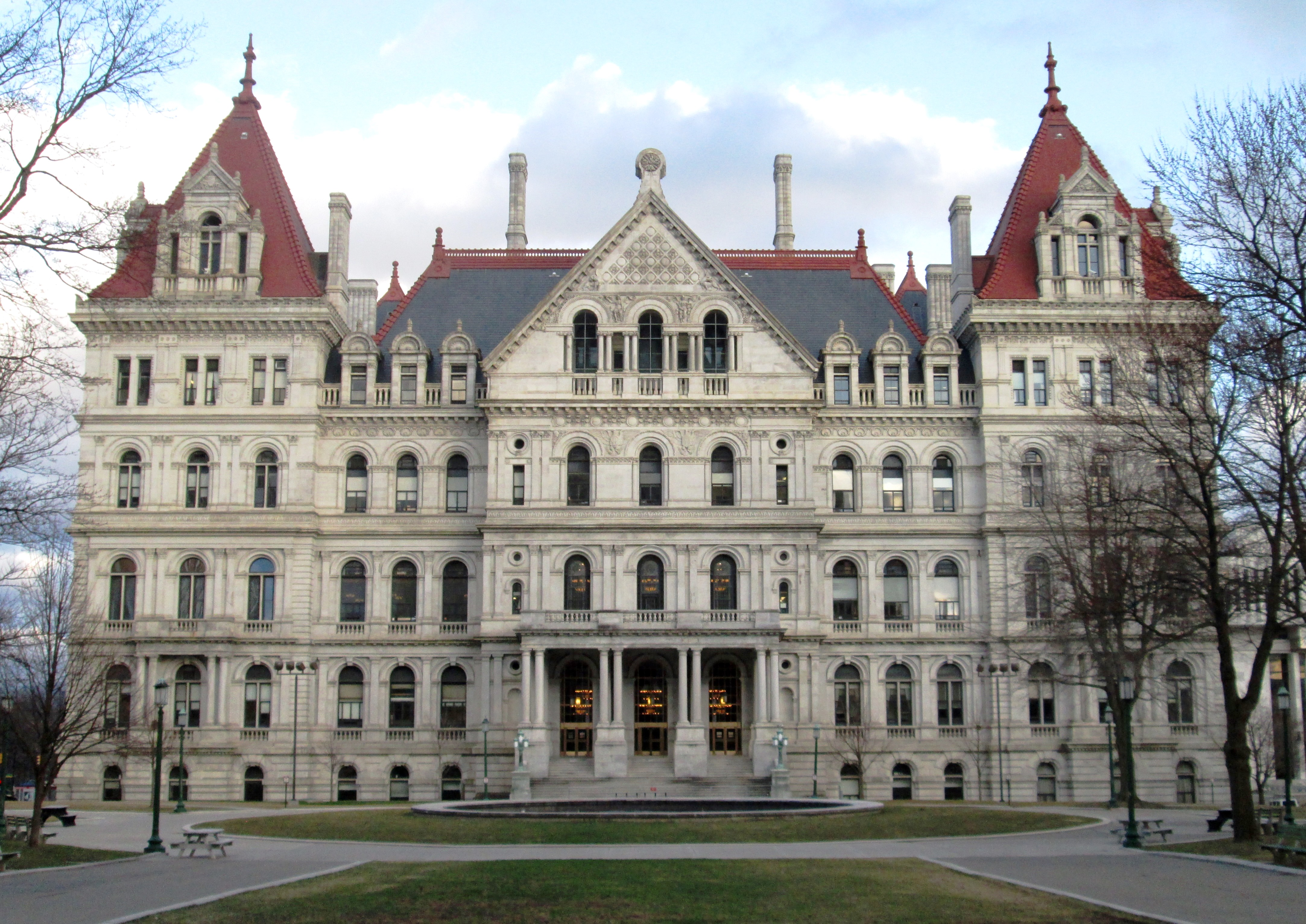
ニューヨーク州会議事堂

### 建築
オールバニ郡には数世紀にわたって開発された多様な様式の建築物が集まっている。オールバニ市内だけでも、オランダ植民地様式（クァッケンブッシュ・ハウス）、フランス・ルネッサンス様式（ニューヨーク州会議事堂）、連邦様式（アカデミー公園のオールバニ・アカデミー）、ロマネスク復古様式（オールバニ市役所）、アール・デコ調（アルフレッド・E・スミス・ビル）、および現代調（エンパイア・ステート・プラザ）がある。オールバニ、コホーズ、ウォーターブリート各市やグリーンアイランド村は建築物でもより都会的である。コロニー、ギルダーランド、ニュースコットランド、ベスレヘムの各町は郊外的であり、バーン、ノックス、ウェスターロー、レンセリアビルの丘陵町は田園的である。

### 公園
郡内には2001年7月に開園したエンマ・トレッドウェル・サッチャー自然センターがあり、トンプソン湖岸に近く、トンプソン湖州立公園とジョン・ボイド・サッチャー州立公園の間にある。ファイブリバーズ環境教育センターやオールバニ・パインブッシュなど対話型教育プログラムを備えた州立の自然保護地もある。郡内の市町村には多くの市民公園、遊技場、保護緑地がある。オールバニ市のワシントン公園やコロニー町のザ・クロッシングがその中でも大きなものである。小さなハイキング道や自転車道も多く、モホーク・ハドソン・バイク・ハイク・トレイルは、オールバニ市から北のコホーズを通り、西のモホーク川沿いにスケネクタディ郡に入っている。

## 自治体

オールバニ郡の区分図

郡内には3市と10町がある。3市はオールバニ、コホーズ、ウォータブリートである。10町はバーン、ベスレヘム、コーイマンズ、コロニー、グリーンアイランド、ギルダーランド、ノックス、ニュースコットランド、レンセリアビル、ウェスターローである。さらに5つの町中に6つの村がある。コロニー町にはコロニー村とメナンズ村が入っている。グリーンアイランド町にはグリーンアイランド村、コーイマンズ町にはラベナ村、ギルダーランド町にはアルタモント村、ニュースコットランド町にはボーヒーズビル村が入っている。オールバニ市は、市として法人化された日付で州内2番目の都市である。郡内の全ての町はウォータブリート町から作られたか、あるいはその孫である。

## 人口動態
以下は2010年国勢調査による人口統計データである。
| 基礎データ - 人口: 304,204 人 - 世帯数: 124,682 世帯 - 家族数: 74,521 家族 - 人口密度: 217人/km2（563人/mi2） - 住居数: 134,072 軒 - 住居密度: 96軒/km2（248軒/mi2） 人種別人口構成（2008年時点） - 白人: 78.2% - アフリカン・アメリカン: 12.7% - ネイティブ・アメリカン: 0.2% - アジア人: 4.8% - 太平洋諸島系: 0.0% - その他の人種: 1.6% - 混血: 2.5% - ヒスパニック・ラテン系: 4.9% 先祖による構成 - アイルランド系：19.2% - イタリア系：16.0% - ドイツ系：11.0% - イギリス系：6.1% - ポーランド系：5.1% 言語による構成 - 英語：90.4% - スペイン語：2.7% - イタリア語：1.0% | 年齢別人口構成 - 18歳未満: 22.6% - 18-24歳: 11.3% - 25-44歳: 28.8% - 45-64歳: 22.8% - 65歳以上: 14.5% - 年齢の中央値: 37歳 - 性比（女性100人あたり男性の人口） - 総人口: 91.7 - 18歳以上: 87.8 世帯と家族（対世帯数） - 18歳未満の子供がいる: 28.9% - 結婚・同居している夫婦: 43.2% - 未婚・離婚・死別女性が世帯主: 12.2% - 非家族世帯: 41.1% - 単身世帯: 33.0% - 65歳以上の老人1人暮らし: 11.3% - 平均構成人数 - 世帯: 2.32人 - 家族: 2.99人 収入と家計 - 収入の中央値 - 世帯: 42,935米ドル - 家族: 56,724米ドル - 性別 - 男性: 39,838米ドル - 女性: 30,127米ドル - 人口1人あたり収入: 23,345米ドル - 貧困線以下 - 対人口: 13.1% - 対家族数: 7.2% - 18歳未満: 14.9% - 65歳以上: 6.3% |

## 郡政府

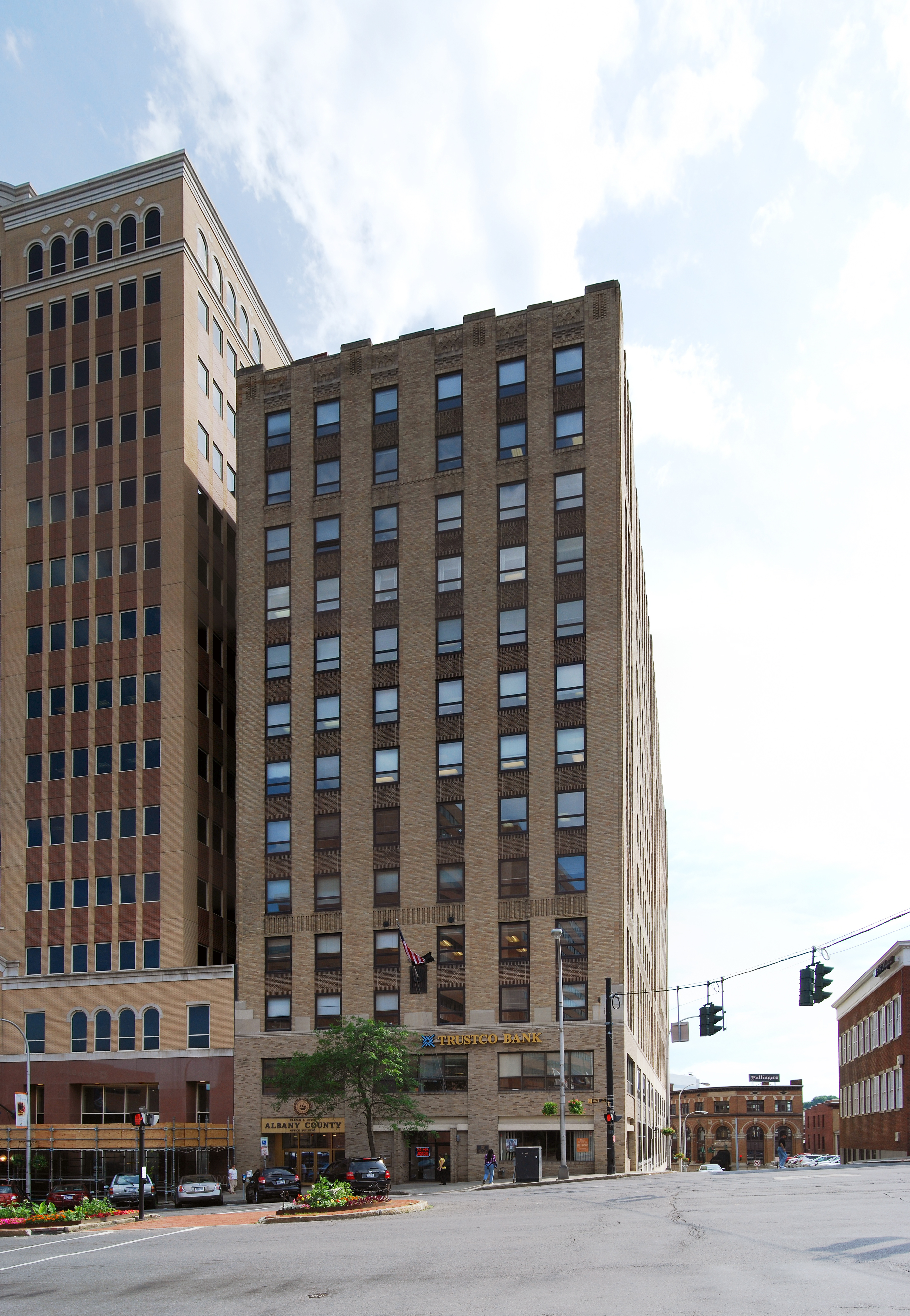
オールバニ市ステート通りにあるオールバニ郡事務所ビル

オールバニ郡は1967年まで監督官理事会が統治していた。1968年1月1日、39人の議員による郡議会が構成された。1976年1月1日、新しい郡憲章が有効となり、1人の郡執行官と39人議会の体制に代わった。議員は全て小選挙区から選出される。現有議席は民主党29人、共和党9人、共和党に同調する保守派1人である。郡執行官は郡全体を選挙区に選ばれる。その他選挙で選ばれる役人は、郡保安官、地区検事、監査官がいる。

## 教育
- ニューヨーク州立大学オールバニ校
- オールバニ薬科カレッジ
- オールバニ法学校
- オールバニ医科カレッジ
- ブライアント&ストラットン・カレッジ
- エクセルシア・カレッジ
- セントローズ・カレッジ
- オールバニ・セイジ・カレッジ
- セイジ大学院大学
- シエナ・カレッジ

## スポーツ
メジャースポーツにはオールバニ郡出身の多くの選手やコーチがいる。NBAシカゴ・ブルズとロサンゼルス・レイカーズの元コーチ、フィル・ジャクソンは、1984年のCBAチャンピオンシップでオールバニ・パトルーンズを率いて、コーチとして初のチャンピオン・リングを勝ち取った。その3年後パトルーンズはレギュラーシーズンを50勝6敗で終え、ホームゲーム28試合は全勝した。デンバー・ナゲッツのヘッドコーチ、ジョージ・カールは当時パトルーンズのヘッドコーチだった。後のNBAのスター、マリオ・エリーとビンセント・アスキューはこのシーズンのメンバーだった。マイク・タイソンは州都地区で初期のトレーニングを受け、1985年にはオールバニでプロ最初の試合を行い、最初にテレビ放映された試合は1986年のトロイでのものだった。オールバニでは1985年から1986年に4試合を戦い、トロイとグレンズフォールズで各2試合だった。
1988年からシエナ・カレッジの男子バスケットボールチームはNCAA男子ディビジョンIバスケットボール選手権に6度登場した。

## 娯楽
郡内には超地域モールに分類（床面積80万平方フィート、74,000 m2以上）されるショッピングセンターが2つある。ギルダーランドのクロスゲイツ・モールとコロニーのコロニー・センターであり、どちらも床面積は100万平方フィート (93,000 m2) を超えている。コロニー町内ラザムには地域モールであるラザム・サークル・モールがある。その南、やはりコロニー町内のニュートンビル地区にはホフマンズ・プレイランドがある。これは夏季のみ開園される子供向けアミューズメントパークである。冬季にはオールバニ・パインブッシュ保護地内に18マイル（29 km) 以上ある雪靴のための公式トレイルがでる。

### 祭
郡内最大の行事は毎年オールバニ市ワシントン公園で開催されるチューリップ祭である。1948年7月1日にオールバニ市町エラスタス・コーニング2世が市の公式花としてチューリップを指定する条例を通してからの伝統である。アフリカ系アメリカ人のピンクスター祭はその起源がオランダの祭にまで遡るものであり、それが後にチューリップ祭に取り入れられた。オールバニ・ラテンフェストは1996年から開催され、2008年にはワシントン公園に1万人の観衆を集めた。ポーリッシュフェストは州都地区におけるポーランド文化を祝す3日間の祭であり、コロニー町で8年間開催されている。

## 文化
オールバニ郡は文化に欠けていると見られたり、観光の流れの中で停滞していると見られ、「スモールバニ」と揶揄されることが多い。出版物『都市のランクとレイト』ではその文化で第23位に挙げられるなど、常に上位に評価されていてもなおこれである。郡内にはニューヨーク州でも最古クラスの博物館、歴史史跡、礼拝所があり、歴史的な工芸品や美術のコレクションも見られる。

### 博物館
郡内には幅広い分野と時代をカバーする多くの歴史史跡と博物館がある。オールバニ歴史芸術博物館は1791年に設立された国内最古クラスの博物館であり、ニューヨーク州立博物館は国内の州立博物館として最古かつ最大である。博物館の多くはそれ自体が歴史史跡であり、オールバニ市のチェリーヒル、テンブローク・マンション、スカイラー・マンション、コロニーのプルイン・ハウスが該当する。クァッケンブッシュ・ハウスはオールバニ市で2番目に古い家屋であり、プラネタリウムのあるオールバニ歴史遺産地域観光案内所の一部でもある。オールバニ・パインブッシュ発見センターにはオールバニ市、ギルダーランド町、コロニー町の特徴ある松林について学ぶ実践活動ができる。薬学の歴史については、オールバニ薬科カレッジのスループ・ドラッグストア博物館がある。第二次世界大戦の護衛駆逐艦であるUSSスレーターDE-766は、護衛駆逐艦歴史博物館が所有する最後の浮かぶ護衛駆逐艦であり、春から秋までハドソン川の岸壁通りに係留されている。この艦船は毎週公開されており、第二次世界大戦のアメリカ海軍工作物について優れたまた手入れの行き届いた収集品を展示している。
郡内には美術館も幾つかある。オールバニ市中心街のオールバニ・センター・ギャラリーは、市から半径100マイル (160 km) 以内に住むアーティストの作品を展示している。ニューヨーク州立大学オールバニ校の大学美術館、オールバニ・セイジ・カレッジのオパルカ・ギャラリーもある。オールバニ市のエンパイア・ステート・プラザは、国内でも最大級に重要な現代芸術のコレクションを収めている。

### 芸能
オールバニ郡はタイムズ・ユニオン・センターという郡内最大の公演会場を所有している。元はニッカーボッカー・アリーナとして建設された。1990年1月30日に、フランク・シナトラの公演で開場した。1996年、グレイトフル・デッドが「ドージン・アット・ザ・ニック」というタイトルで、1990年3月に行ったコンサートのアルバムを発売した。

### 宗教
郡内には、イスラエル以外では数少ないカライ派ユダヤ人社会の1つがある。自分達のシナゴーグもある。